# Cejal
Cejal est une localité de la paroisse civile de Huachamacare dans la municipalité d'Alto Orinoco dans l'État d'Amazonas au Venezuela, sur l'Orénoque.